# Ivan Jaritonov
Ivan Mijailovich Jaritonov (en ruso: Иван Михайлович Харитонов?; San Petersburgo, 2 de julio de 1870 – Ekaterimburgo, 17 de julio de 1918) fue el jefe de cocina del zar Nicolás II. Siguió a la familia Romanov en su exilio durante la Revolución Rusa de 1917 y junto a ellos fue ejecutado por los bolcheviques el 17 de julio de 1918 en Ekaterimburgo.
Al igual que los Romanov, Jaritonov fue canonizado por la Iglesia Ortodoxa Rusa en 1991 como mártir (portador de la pasión) por el sufrimiento sufrido por los soviéticos.

## Biografía
Hijo de Mijail Jaritonovich Jaritonov (1837 - 1913), que a pesar de quedar huérfano a edad temprana, consiguió ser funcionario de la corte y que había obtenido la nobleza personal del zar por sus servicios, su padre decidió que iniciara el estudio de las artes culinarias desde 1882. Jaritonov luego perfeccionó su oficio en París. En 1888 fue destinado primero como aprendiz y luego como ayudante de cocina en la corte.
De 1891 a 1895 sirvió en la marina rusa, después de lo cual regresó a la corte y se convirtió en jefe de cocina de la cocina imperial.
Al igual que otros leales servidores del zar, optó por seguirlo al exilio. La esposa de Jaritonov, Evgenia Andreevna Tur, y su hija lo siguieron al exilio de la familia imperial en Tsárskoye Seló y Tobolsk, pero los bolcheviques las separaron de él cuando decidieron trasladar a los prisioneros a Ekaterimburgo en la primavera de 1918.

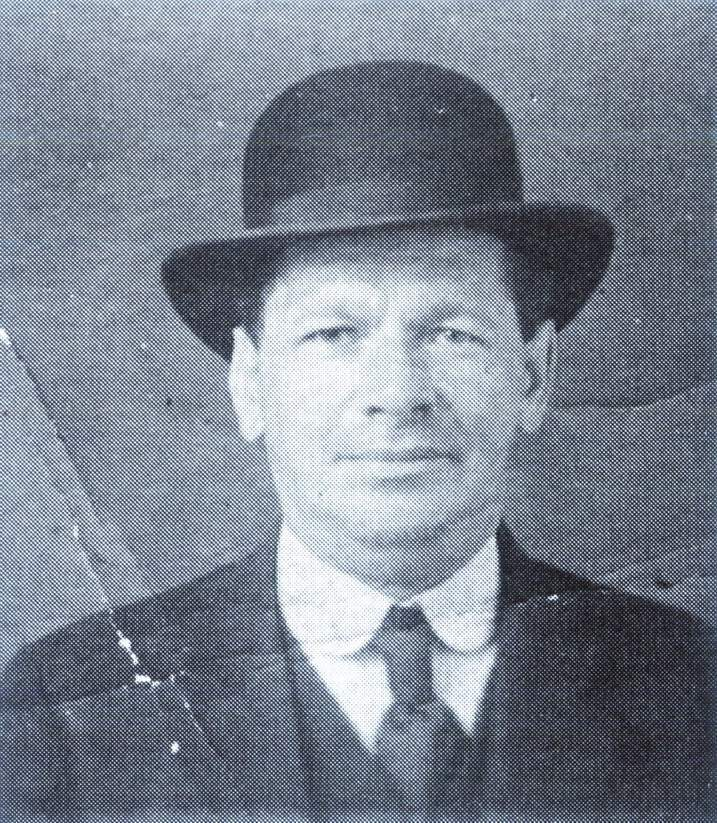
Iván Jaritonov, década de 1910.

Durante sus últimos días, enseñó repostería a las grandes duquesas e hizo todo lo posible por complacer a sus señores con los ínfimos medios disponibles. A menudo los consolaba en sus momentos tristes. Una vez en el sótano donde fueron tiroteados, el cocinero Jaritonov fue de los primeros en caer muerto.
El nieto de Jaritonov, el filólogo ruso Valentin Mijailovich Mul'tatuli, asistió al funeral celebrado el 17 de julio de 1998 en la catedral de San Pedro y San Pablo en San Petersburgo en memoria de su abuelo, los Romanov, miembros de su séquito (Anna Demidova y Alexei Trupp), y de otras víctimas asesinadas ochenta años antes. Su bisnieto es el escritor Pyotr Valentinovich Mul'tatuli, autor de obras sobre Nicolás II y el final de los Romanov polémicas por su apoyo de teorías conspirativas; también es autor de un ensayo biográfico sobre su bisabuelo.

## Honores
- Medalla de la coronación de Nicolás II.